# PH McIntyre
PH McIntyre (Heidelberg, 18 augustus 1986) is een Zuid-Afrikaans golfprofessional. Hij debuteerde in 2008 op de Sunshine Tour.

## Loopbaan
In 2008 werd McIntyre een golfprofessional en maakte hij meteen zijn debuut op de Sunshine Tour. Op 3 oktober 2014 behaalde hij zijn eerste profzege op die tour door de Vodacom Origins of Golf Tour op de Vaal de Grace Golf Estate te winnen. Hij won de play-off van Jake Roos.

## Prestaties

### Professional
Sunshine Tour
| Nr. | Datum          | Toernooi                       | Score         | Score         | Info                          |
| --- | -------------- | ------------------------------ | ------------- | ------------- | ----------------------------- |
| 1   | 3 oktober 2014 | Vodacom Origins of Golf Tour V | 64-68-68=200  | –16           | Won de play-off van Jake Roos |
| 2   | 9 mei 2015     | Royal Swazi Sun Open           | 11-17-5-12=45 | 11-17-5-12=45 | [ 2 ]                         |